# Vicky Theresine
Vicky Theresine là thành viên của Quốc hội Seychelles. Là một giáo viên chuyên nghiệp, cô là thành viên của Mặt trận Tiến bộ Nhân dân Seychelles, và lần đầu tiên được bầu vào Hội đồng theo tỷ lệ thuận trong năm 2007.